# Ozoroa obovata
Ozoroa obovata là một loài thực vật có hoa trong họ Đào lộn hột. Loài này được (Oliv.) R. Fern. & A. Fern. mô tả khoa học đầu tiên năm 1965.